# Morava méridionale
La Južna Morava, en serbe cyrillique Јужна Морава, ou « Morava méridionale », est une rivière de Serbie. Sa longueur est de 295 km. Elle rencontre la Zapadna Morava, ou « Morava occidentale » à Stalać pour former avec elle la Velika Morava.
Le fleuve, jusqu'à son afflux dans le Danube au Moyen Âge, est connu sous le nom de Morava bulgare - contrairement à la Morava serbe.

## Source
La Južna Morava prend sa source dans la montagne de Skopska Crna Gora, en Macédoine du Nord, au nord de sa capitale Skopje. La Ključevska reka et la Slatinska reka se rejoignent pour former la rivière Golema, qui, après la frontière avec la Serbie, est connue sous le nom de Binčaka Morava. Après 49 km, elle rencontre la Preševska Moravica à Bujanovac et, pour le restant de sa course (246 km), la rivière est désignée sous le nom de Južna Morava.

## Géographie
La rivière appartient au bassin de drainage de la Mer Noire. Son propre bassin de drainage couvre une superficie de 15 469 km2  dont 1 237 sont situés en Bulgarie (par l'intermédiaire de son affluent, la Nišava).
La rivière n'est pas navigable.
La vallée de la Južna Morava est composée d'une série de gorges et de dépressions qui se succèdent dans l'ordre suivant : dépression de Gnjilane - gorge de Končulj - dépression de Vranje - gorge de Grdelica - dépression de Leskovac - dépression de Niš - dépression d'Aleksinac - gorge de Stalać. C'est à Stalać que la Južna Morava rejoint la Zapadna Morava.
D'un point de vue macro-géologique, la Južna Morava relie le bassin égéen avec le bassin pannonien. Cela crée un phénomène appelé « inversion apparente de cours » : la rivière semble remonter la pente des montagnes.

## Affluents
La Južna Morava possède 157 affluents. Sur la rive gauche, les plus importants sont : la Jablanica, la Veternica, la Pusta reka et la Toplica. Sur la rive droite : la Vrla, la Vlasina, la Nišava (le plus long) et la Sokobanjska Moravica.